# Gala Abu Ahmed
Koordinaten: 17° 45′ 59,6″ N, 29° 55′ 5,3″ O
Gala Abu Ahmed war eine kuschitische Festung im unteren Wadi Howar im Norden des Sudan.
Die 120 × 180 m große Anlage liegt 110 km westlich des Nils. Die Festung wurde 1984 von Archäologen der Universität Köln entdeckt. Seit August 2008 wird die Anlage im Rahmen des DFG Projekts „An den Grenzen der Macht“ erforscht. Gala Abu Ahmed datiert in die napatanische Phase (ca. 750 – 350 v. Chr.) des kuschitischen Reichs. Einzelne C14-Daten deuten darauf hin, dass die Festung auch bereits in vornapatanischer Zeit, im 12. Jahrhundert v. Chr., genutzt wurde. Die Funktion des Bauwerks ist bislang unklar. Eine Funktion als bewachte Karawanenstation mit Zoll- und Kontrollfunktion erscheint aufgrund der Lage mit einer Vegetationsinsel an einer Handelsstraße nach Innerafrika als wahrscheinlich.